# Zarnekau
Zarnekau ist ein Ortsteil der Gemeinde Süsel im schleswig-holsteinischen Kreis Ostholstein. Mit rund 440 Einwohnern ist das Dorf nach Süsel und Bujendorf das drittgrößte der Gemeinde.

## Lage
Zarnekau grenzt an den Eutiner Redderkrug und liegt rund 35 Kilometer nördlich von Lübeck. Die Bundesstraße 76 ist fünf, die Bundesautobahn 1 über die Anschlussstellen Eutin und Neustadt in Holstein-Süd knapp dreizehn bzw. elf Kilometer entfernt. Der nächstgelegene Bahnhof befindet sich in Eutin.

## Geschichte
Zarnekau wurde 1256 als Scernekowe erstmals urkundlich erwähnt und entwickelte sich im 12. oder 13. Jahrhundert vermutlich aus einer Teilung der Feldmark Gamal. Das Dorf gehörte zum damaligen Zeitpunkt zu Eutin und war noch bis zur Eingemeindung nach Süsel im Jahr 1933 Teil der Landgemeinde Eutin im Fürstentum Lübeck. Die Ortschaft, die im Juli 1789 bei einem Großfeuer zur Hälfte zerstört wurde, unterhielt bis in die 1970er-Jahre eine eigene Dorfschule.
Eine Volkszählung im Jahr 1845 ergab 189 Zarnekauer Einwohner, am Ende des 19. Jahrhunderts wuchs diese Zahl auf 240 Einwohner an und blieb bis in die 1940er-Jahre weitgehend konstant. In der unmittelbaren Nachkriegszeit verdoppelte sich die Einwohnerzahl nahezu, ehe sie im Jahr 2009 mit 532 ihren Höchststand erreichte.
Gamal, das bereits 1156 als Gumale urkundlich erwähnt wurde, bestand noch mindestens bis in das späte 16. Jahrhundert als eigenständiges Dorf und ist heute ein Ortsteil Zarnekaus.

## Persönlichkeiten
- August Sach (1837–1929), deutscher Gymnasiallehrer und Historiker[10]
- Helge Sach (* 1956), deutscher Segler und Segeltrainer
- Christian Sach (* 1958), deutscher Segler